# Municipio de New Home (Dakota del Norte)
El municipio de New Home (en inglés: New Home Township) es un municipio ubicado en el condado de Williams en el estado estadounidense de Dakota del Norte. En el año 2010 tenía una población de 5 habitantes y una densidad poblacional de 0,05 personas por km².

## Geografía
El municipio de New Home se encuentra ubicado en las coordenadas 48°30′34″N 103°12′2″O / 48.50944, -103.20056. Según la Oficina del Censo de los Estados Unidos, el municipio tiene una superficie total de 93.22 km², de la cual 93,19 km² corresponden a tierra firme y (0,04 %) 0,03 km² es agua.

## Demografía
Según el censo de 2010, había 5 personas residiendo en el municipio de New Home. La densidad de población era de 0,05 hab./km². De los 5 habitantes, el municipio de New Home estaba compuesto por el 80 % blancos, el 20 % eran amerindios. Del total de la población el 0 % eran hispanos o latinos de cualquier raza.